# تدخل فرنسا في أزواد 2013
التدخل الفرنسي في أزواد 2013 هي حرب شنتها فرنسا على الجماعات الإسلامية في إقليم أزواد، لمنعها من التقدم نحو العاصمة المالية باماكو بعد أن سيطرت هذه الجماعات على مدينة كونا التي تبعد 600 كلم عن العاصمة، ولطردها من إقليم أزواد وفق ما قالت فرنسا، لكن محللين يقولون أن هناك دوافع أخرى للتدخل الفرنسي، منها : مناجم اليورانيوم التي تزود فرنسا بثلث حاجاتها من الكهرباء في النيجر , والتي تعرضت لهجمات من مسلحين، علاوةً على مصالح أخرى من النفط والغاز والشراكات التجارية مع دول في غرب وشمال إفريقيا، مثل : ليبيا , ونيجيريا , وموريتانيا , والجزائر , وكوت ديفوار , والسنغال.

وتمت بتمويل ودعم إماراتى .

## الأوضاع قبل التدخل الفرنسي في أزواد
في عام 2011 عاد الآلاف من المقاتلين الطوارق الذين يقاتلون في ليبيا، بعد سقوط نظام العقيد الليبي الراحل معمر القذافي , وبحوزتهم أسلحة ثقيلة، ليبدؤوا الاستعداد لثورة جديدة، بهدف إقامة دولة للطوارق في إقيلم أزواد , وفي نهاية العام نفسه أسست الحركة الوطنية لتحرير أزواد بعد اندماج الحركة الوطنية للأزواد، والحركة الطارقية لشمالي مالي . مع بداية عام 2012 شنت الحركة الوطنية لتحرير أزواد هجوما على ثكنات الجيش المالي في مدن تساليت وأجلهوك ومنكا واستغرق الهجوم عدة أسابيع . وفي مارس 2012 قام النقيب أمادو سانوغو مع عدد من الضباط بانقلاب عسكري، ليسقطوا الرئيس أمادو توماني توري , احتجاجا منهم على تقصيره في مواجهة ثورة الطوارق، واستثمرت الحركة الوطنية لتحرير أزواد هذا الانقلاب لتحرر في أيام قليلة مناطق كيدال , وتمبكتو , وغاو في إقليم أزواد , غير أن الحركة الوطنية لتحرير أزواد لم تكن المسيطر الوحيد على مدن إقليم أزواد، بل كانت تشاركها في السيطرة جماعات ترتبط بالقاعدة على الأرجع، مثل : أنصار الدين، وحركة التوحيد والجهاد في غرب أفريقيا . أعلنت الحركة الوطنية لتحرير أزواد في 6 من أبريل 2012 أن إقليم أزواد دولة مستقلة عن مالي , وقوبل الإعلان بالرفض من دول الجوار الجزائر، وموريتانيا، والنيجر، في حين ردت عليه المجموعة الاقتصادية لغرب أفريقيا بتشكيل نواة لقوة عسكرية تحسبا لتدخل عسكري لمواجهة ثورة الطوارق في إقليم أزواد .

## التدخل الفرنسي في أزواد 2013
بعد سيطرت الجماعات الإرهابية، مثل : أنصار الدين، وحركة التوحيد والجهاد في غرب إفريقيا على كونا، وخوف الحكومة المالية من تقدمها نحو العاصمة باماكو , طلبت الحكومة المالية من فرنسا التدخل العسكري لوقف زحف الجماعات الإرهابية, لتنشر فرنسا بعض قواتها ضمن ما اطلقت عليه اسم «عملية سيرفال أو القط المتوحش» في 11 يناير 2013 , وهكذا شنت الطائرات الفرنسية ميراج ورافال المقاتلة ضربات جوية طالت حزاما واسعا من معاقل الإرهابيين، يمتد من غاو ويمر بكيدال في شمال شرق مالي، بالقرب من الحدود مع الجزائر، ويصل بلدة ليرا في الغرب بالقرب من الحدود مع موريتانيا, وفي غضون أقل من شهر منذ بدأ التدخل تمكنت القوات الفرنسية من السيطرة على مناطق إقليم أزواد الثلاث كيدال، وغاو، وتمبكتو, ولا يزال التدخل العسكري الفرنسي مستمرا في أزواد .